# Cuore ferito
Cuore ferito (La loba herida) è una telenovela venezuelana prodotta dalla produttrice Marte Television insieme alla catena spagnola Telecinco e trasmessa nella Venevisión nel 1992.
Protagonisti: Mariela Alcalá, Carlos Montilla, Astrid Carolina Herrera Irrazábal; antagonista Julie Restifo.

## Cast
- Mariela Alcalá: Rosana Solere
- Carlos Montilla: Macuto
- Astrid Carolina Herrera Irrazábal: Isabel / Alvaro / Lucero
- Julie Restifo: Eva Rudell
- Elba Escobar: La Franca
- Javier Vidal: Martin Guzman
- Astrid Gruber: Ambar Castello
- Inés María Calero: Bambola
- Luis Fernández: Daniel
- Juan Carlos Gardié: Antonio
- Carolina Groppuso: Grilla
- Anima Inglann: Carmela
- Olimpia Maldonado: Julieta
- Yajaira Pareti: Gloria
- Alberto Sunshine: Gustavo
- Gladys Cáceres: Erika
- Betty Ruth: Doña Rocio
- Martin Lantigua: Armando Castello
- Gesù Nebot: Joaquin
- María Elena Fiori: Doña Paca
- Maria Antonia Alarcon Arabia: Macarena
- Alexander Montilla: Guillermo
- Johnny Nessy: Saúl
- Marcelo Dos Santos
- Rodolfo Drago
- Oswaldo Mago
- Isabel Padilla
- Pedro Renteria
- José A. Avila
- Xavier Bracho
- Vilma Ramia
- Indira Leale
- María Medina: Iganacia
- Saúl Marín: Miguel
- Yoletti Cabrera
- Jorge Aravena: Cabrerito
- Jesus Sejas
- Deises Heras
- Oscar Abate
- Luis D. Zapata
- Virginia García
- Ricardo Álamo
- José L. González
- José Luis García